# کلیپینی
کلیپینی (به لاتین: Klepini) یک منطقهٔ مسکونی در قبرس است که در ناحیه گیرنه واقع شده‌است.